# Konkretno
Konkret (slowenisch Konkretno, Abkürzung K) ist eine liberale Partei in Slowenien. Ihr Vorsitzender ist Janez Demšar.

## Geschichte
Bei Počivalšeks Übernahme der Führung der politischen Partei der SMC im Jahr 2019 kündigte er deren Konsolidierung an. Auf dem Parteitag der SMC am 16. September kündigte er die Fusion mit der außerparlamentarischen Gospodarsko aktivna stranka (GAS) an, welche vom Präsidenten des Staatsrats, Alojz Kovšca, geleitet wurde. Beide Parteien unterstützen den Zusammenschluss. Die Entscheidung der GAS wurde im November 2021 geschlossen.
Durch den Zusammenschluss der SMC und GAS wurde die Mitgliedschaft der SMC bei der Allianz der Liberalen und Demokraten für Europa automatisch beendet. Nach dem Zusammenschluss behielt die neu gegründete Partei die fünf Sitze der SMC im Parlament.